# Laika Entertainment
Laika Entertainment LLC (kortweg Laika) is een Amerikaanse productiemaatschappij dat werd opgericht op 23 juni 2005 door Will Vinton en Phil Knight, het bedrijf is voornamelijk bekend vanwege zijn stop-motionfilms zoals Coraline (2009), ParaNorman (2012), The Boxtrolls (2014) en Kubo and the Two Strings (2016), Laika had twee divisies, Laika Entertainment voor speelfilms en Laika/house voor commerciële inhoud. De studio verliet de commerciële divisie in juli 2014 om zich exclusief te richten op de productie van speelfilms. De nieuwe onafhankelijke commerciële divisie heet nu HouseSpecial.

## Filmografie

### Films
- Coraline (2009)
- ParaNorman (2012)
- The Boxtrolls (2014)
- Kubo and the Two Strings (2016)
- Missing Link (2019)
- Wildwood (2026)
- The Night Gardener
- Piranesi

### Korte Films
- The Legend Of Cranky Verne
- Joe Blow
- Dia de los Muertos
- A Dream For Hokusai
- They Might Be Giants - Bastard Wants To Hit Me (2005)
- Moongirl (2005)
- The Mouse that Soared (2009)
- The Thrifting (2025)

### Contractwerk
- Corpse Bride (2005)
- King of California (2007)
- Slacker Cats (2007-2009)
- A Very Harold & Kumar 3D Christmas (2011)